# Brachiomonas submarina
Brachiomonas submarina là một loài tảo trong họ Chlamydomonadaceae, thuộc chi Brachiomonas.